# گاه‌شمار بهار عربی

## ۲۰۱۰

### دسامبر
در پی خودسوزی محمد بوعزیزی، اعتراضات در تونس به راه افتاد.
در ۲۹ دسامبر، اعتراضات در الجزایر آغاز شد.

## ۲۰۱۱

### ژانویه
تظاهرات در عمان، یمن، اردن، مصر، سوریه و مراکش به راه افتاد.
دولت زین‌العابدین بن‌علی در ۱۴ ژانویه ۲۰۱۱ در تونس سرنگون شد.
در ۲۵ ژانویه ۲۰۱۱، هزاران معترض در مصر در میدان تحریر در قاهره تجمع کردند. آنها خواستار استعفای رئیس‌جمهور حسنی مبارک شدند.

### فوریه
در ۱ فوریه، پادشاه اردن، عبدالله دوم، سمیر الرفاعی، نخست‌وزیر و کابینه او را برکنار کرد.
در ۳ فوریه، رئیس‌جمهور الجزایر، عبدالعزیز بوتفلیقه، قول داد که وضعیت اضطراری ۱۹ ساله را لغو کند.
در ۱۱ فوریه، رئیس‌جمهور مصر، حسنی مبارک، استعفا داد و اختیارات خود را به شورای عالی نیروهای مسلح مصر، منتقل کرد.
در ۱۲ فوریه، اعتراضات در عراق آغاز شد.
در ۱۴ فوریه، اعتراضات در بحرین آغاز شد که در ابتدا با هدف دستیابی به آزادی سیاسی بیشتر و احترام به حقوق بشر بود و هدف، تهدید مستقیم سلطنت نبود.
در ۱۵ فوریه، اعتراضات علیه رژیم معمر قذافی در بنغازی لیبی آغاز و خیزش را آغاز کرد که به زودی به جنگ داخلی در لیبی تبدیل شد.
در ۱۷ فوریه، پلیس به میدان لؤلؤ در منامه، جایی که معترضان در حال تظاهرات بودند، یورش برد و چهار معترض، کشته شدند.
در ۱۹ فوریه، اعتراضات در کویت آغاز شد.
در ۲۶ فوریه، سلطان عمان، قابوس بن سعید، امتیازات اقتصادی می‌دهد.

### مارس
در ۳ مارس، نخست‌وزیر وقت مصر، احمد شفیق نیز پس از اعتراضات، استعفا داد.
در ۱۳ مارس، سلطان قابوس قول داد که به مجلس منتخب عمان، اختیارات قانونگذاری، اعطا کند.
در ۱۴ مارس، نیروهای شورای همکاری خلیج فارس (متشکل از نظامیان سعودی و امارات متحده عربی) توسط دولت بحرین درخواست شد و آنها کشور را اشغال کردند.
در ۱۵ مارس، قیام در سوریه آغاز شد.
در ۱۸ مارس، دولت بحرین، بنای یادبود میدان لؤلؤ را تخریب کرد.

### آوریل
در آوریل، عبدالله دوم در اردن، کمیته سلطنتی را برای بازنگری قانون اساسی با دستورالعمل‌هایی برای بازنگری مطابق با درخواست‌های اصلاحات، ایجاد می‌کند.

### ژوئن
در ۳ ژوئن، علی عبدالله صالح، رئیس‌جمهور یمن، در یک سوءقصد نافرجام، زخمی شد. او به‌طور موقت، معاون خود، عبدربه منصور هادی را به عنوان سرپرست ریاست‌جمهوری منصوب کرد.
در ژوئن، دادگاه قانون اساسی کویت اعلام کرد که انتخابات مجلس ملی در فوریه ۲۰۱۲، «غیرقانونی» است و مجلس قبلی که طرفدار دولت بود را احیا کرد.
در ۲۶ ژوئن، هزاران کویتی در میدان الاراده برای اعتراض به حکم دادگاه که مجلس تحت سلطه مخالفان را منحل کرد، تظاهرات کردند.

### ژوئیه
در ۱ ژوئیه، همه‌پرسی قانون اساسی در مراکش برگزار می‌شود.

### اوت
بین ۲۰ و ۲۸ اوت، نبرد طرابلس در لیبی رخ داد. نیروهای شورشی، پایتخت لیبی، طرابلس را تصرف و عملاً کنترل آن را به دست گرفتند و دولت معمر قذافی را سرنگون کردند.
در ۲۷ اوت، حدود ۳۰۰۰ نفر، عمدتاً مردانی با لباس سنتی کویتی، در مقابل مجلس، در میدان الاراده، برای اعتراض به تغییرات قانون انتخابات، تجمع کردند.

### سپتامبر
عبدالله دوم، در ۳۰ سپتامبر، تغییراتی را در تمام ۴۲ اصل قانون اساسی، تصویب کرد.

### اکتبر
در ۹ و ۱۰ اکتبر، مسیحیان قبطی مصر در اعتراض به تخریب یک کلیسا، تظاهرات کردند. ارتش با حمله به معترضان با تانک پاسخ داد و بسیاری را کشت.
در ۲۰ اکتبر، معمر قذافی توسط شورشیان در شهر سرت، دستگیر و کشته شد. در ۲۳ اکتبر، شورای ملی انتقالی، رسماً پایان جنگ داخلی ۲۰۱۱ لیبی را اعلام کرد.
در ۲۴ اکتبر، عبدالله دوم، معروف البخیت، نخست‌وزیر اردن و کابینه وی را برکنار کرد.

### نوامبر
در ۱۹ نوامبر، سیف‌الاسلام قذافی، پسر معمر قذافی، سرانجام پس از پنهان شدن در نیجریه، دستگیر شد.
بین ۱۹ و ۲۱ نوامبر، بسیاری از مردم، بار دیگر در میدان تحریر قاهره تظاهرات کردند و خواستار تسریع روند انتقال به یک دولت غیرنظامی‌تر از سوی شورای عالی نیروهای مسلح مصر شدند؛ سپس درگیری بین معترضان و سربازان ادامه یافت و تعداد زیادی زخمی و کشته شدند.
در ۲۳ نوامبر، کمیسیون مستقل تحقیق بحرین، گزارش خود را در مورد تحقیقات خود از وقایع، منتشر کرد و متوجه شد که دولت، به‌طور سیستماتیک، زندانیان را شکنجه و سایر حقوق بشر را نقض کرده است. همچنین ادعاهای دولت، مبنی بر تحریک اعتراضات توسط ایران را رد کرد.
در ۲۸ نوامبر، ناصر الصباح، نخست‌وزیر کویت، استعفا داد.

### دسامبر
در ۲۰ دسامبر، بسیاری از زنان در مصر، علیه نقض حقوق بشر، تظاهرات کردند.

## ۲۰۱۲

### ژانویه
در ۱۰ ژانویه، بشار اسد، رئیس‌جمهور سوریه، سخنرانی کرد و در آن خیزش را به گردن بیگانگان انداخت و گفت که برای متوقف کردن شورشیان، به همکاری همه سوری‌ها نیاز دارد.
در ۲۴ ژانویه، فیلد مارشال مصری و رهبر ارتش، محمد حسین طنطاوی، اعلام کرد که وضعیت اضطراری چند دهه گذشته، تا حدی در روز بعد، لغو خواهد شد.

### فوریه
از ۳ فوریه، دولت سوریه، حمله به شهر حمص را آغاز کرد.
در ۲۷ فوریه، رئیس‌جمهور یمن، علی عبدالله صالح، رسماً استعفا داد و اختیارات خود را به معاون خود، عبدربه منصور هادی، منتقل کرد.

### آوریل
در ۲۰ آوریل، بسیاری از مردم، بار دیگر در میدان تحریر قاهره تظاهرات کردند و خواستار انتقال سریع‌تر قدرت، به رئیس‌جمهور جدید شدند.

### مه
در ۲ مه، با ادامه اعتراضات، عون الخصاونه، استعفا داد و پادشاه، فایز الطراونه را به عنوان نخست‌وزیر جدید اردن، منصوب کرد.
مردم مصر در ۲۳ و ۲۴ مه، در دور نخست انتخابات ریاست‌جمهوری، رای دادند. احمد شفیق و محمد مرسی، دو برنده این انتخابات بودند.
در ۲۵ مه، دولت سوریه در کشتار حوله، ۱۰۸ نفر را کشت.

### ژوئن
در ۲ ژوئن، حسنی مبارک، رئیس‌جمهور سابق مصر، توسط دادگاه مصر، به حبس ابد، محکوم شد.
در ۱۳ ژوئن، زین‌العابدین بن‌علی، رئیس‌جمهور سابق تونس، توسط دادگاه تونس، به زندان محکوم شد.
در ۱۶ و ۱۷ ژوئن، مردم مصر، در دور دوم انتخابات ریاست‌جمهوری، رای دادند که در آن، محمد مرسی، بیشترین آرا را به دست آورد.
در ۲۴ ژوئن ۲۰۱۲، کمیسیون انتخابات مصر اعلام کرد که نامزد اخوان‌المسلمین، محمد مرسی، در دور دوم انتخابات ریاست‌جمهوری مصر، پیروز شده است. مرسی، با اختلاف اندکی بر احمد شفیق، آخرین نخست‌وزیر در زمان حسنی مبارک، رئیس‌جمهور عزل شده، پیروز شد. این کمیسیون اعلام کرد که مرسی، ۵۱٫۷ درصد از آرا را در مقابل ۴۸٫۳ آرای شفیق، به دست آورده است.

### ژوئیه
در ۱۲ ژوئیه، ارتش سوریه، قتل‌عامی را در روستای تریمسه انجام داد که ۲۲۵ نفر کشته شدند.
در ۱۵ ژوئیه، کمیته بین‌المللی صلیب سرخ، رسماً اعلام کرد که قیام سوریه، اکنون یک جنگ داخلی است.
در ۱۸ ژوئیه، یک بمب‌گذاری در دمشق، بسیاری از اعضای حلقه داخلی رئیس‌جمهور، بشار اسد، از جمله برادر همسرش، آصف شوکت را کشت.
در ۱۹ ژوئیه، معاون سابق رئیس‌جمهور مصر، عمر سلیمان، بر اثر سکته قلبی در بیمارستانی در کلیولند، اوهایو در ایالات متحده آمریکا درگذشت.
از ۲۷ ژوئیه، نیروهای دولتی و شورشیان، نبرد را برای تصرف بزرگ‌ترین شهر سوریه، حلب، آغاز کردند. سازمان ملل متحد گزارش می‌دهد که بیش از ۲۰۰٬۰۰۰ پناهجوی سوری از زمان آغاز جنگ، کشور را ترک کرده‌اند.

### سپتامبر
در اواخر سپتامبر، ارتش آزاد سوریه، مقر فرماندهی خود را از جنوب ترکیه به مناطق تحت کنترل شورشیان در شمال سوریه، منتقل کرد.
۱۱ سپتامبر ۲۰۱۲، شبه‌نظامیان اسلام‌گرا، به نمایندگی دیپلماتیک آمریکا در بنغازی در لیبی، حمله کردند و سفیر آمریکا، کریستوفر استیونز و افسر مدیریت اطلاعات سرویس خارجی آمریکا، شان اسمیت را کشتند.

### اکتبر
در ۹ اکتبر، ارتش آزاد سوریه، کنترل معره نعمان، یک شهر استراتژیک در استان ادلب در بزرگراهی که دمشق را به حلب، متصل می‌کند، به دست گرفت. در ۱۸ اکتبر، ارتش آزاد سوریه، شهرستان دوما، بزرگ‌ترین شهرستان استان دمشق را تصرف کرد.
در ۱۰ اکتبر، عبدالله دوم، برای برگزاری انتخابات زودهنگام جدید، مجلس را منحل کرد و عبدالله النسور را به عنوان نخست‌وزیر جدید، منصوب کرد.
در ۱۹ اکتبر، وسام الحسن، سرتیپ نیروهای امنیت داخلی لبنان، به همراه چند تن دیگر، در بمب‌گذاری ۲۰۱۲ بیروت جان باختند.

### نوامبر
در ۲۲ نوامبر ۲۰۱۲ تظاهرات در مصر با صدها هزار معترض علیه رئیس‌جمهور مصر، محمد مرسی، پس از اعطای اختیارات نامحدود به خود برای حفاظت از ملت و قدرت قانونگذاری بدون نظارت قضائی یا بازبینی اعمال او، آغاز شد.

## ۲۰۱۳

### ژانویه
در ۲۵ ژانویه، اعتراضات علیه محمد مرسی در سراسر مصر، در دومین سالگرد انقلاب ۲۰۱۱، از جمله در میدان تحریر، جایی که هزاران معترض در آن تجمع کردند، گسترش یافت. حداقل ۶ غیرنظامی و یک افسر پلیس در شهر سوئز مصر، به ضرب گلوله کشته و ۴۵۶ نفر دیگر در سراسر کشور، زخمی شدند.

### فوریه
در اوایل فوریه، شورشیان سوری، حمله به دمشق را آغاز کردند. در ۱۲ فوریه ۲۰۱۳، سازمان ملل متحد اعلام کرد که تلفات جنگ داخلی سوریه، از ۷۰٬۰۰۰ نفر، فراتر رفته است.

### مارس
در ۶ مارس، شورشیان سوری، در نبردی، رقه، نخستین شهر بزرگی که در جنگ داخلی سوریه تحت کنترل خود گرفتند را تصرف کردند. در همین حال، ائتلاف ملی سوریه، عضویت کرسی سوریه در اتحادیه عرب را دریافت کرد.

### آوریل
در ۲۴ آوریل، مناره مسجد جامع حلب ساخته شده در سال ۱۰۹۰، در جریان تبادل آتش سلاح‌های سنگین بین نیروهای دولتی و شورشیان، ویران شد.

### ژوئن
در ۵ ژوئن، نیروهای دولتی سوریه، شهر استراتژیک قصیر را پس گرفتند.

### ژوئیه
محمد مرسی، در کودتایی به دنبال درگیری بین نیروهای امنیتی و معترضان، از ریاست‌جمهوری مصر، برکنار شد.

### اوت
در ۱۴ اوت، نیروهای امنیتی مصر به فرماندهی رئیس‌جمهور موقت، عدلی منصور، به دو اردوگاه معترضان در قاهره، یورش بردند.
در حملات شیمیایی غوطه در ۲۱ اوت ۲۰۱۳، چندین منطقه مورد مناقشه یا تحت کنترل اپوزیسیون سوریه، مورد اصابت راکت‌های حاوی ماده شیمیایی سارین قرار گرفتند. تخمین زده می‌شود که تعداد قربانیان از حداقل ۲۸۱ تا ۱۷۲۹ تلفات، متغیر است.

### دسامبر
در ۳۰ دسامبر، جنگ داخلی عراق رسماً آغاز شد.

## ۲۰۱۴

### ژانویه
درگیری بین اپوزیسیون سوریه و داعش آغاز شد.

### فوریه
دولت مصر، استعفا داد و راه را برای فرمانده نظامی، عبدالفتاح سیسی، برای نامزدی ریاست‌جمهوری، هموار کرد.

### مه
شورشیان سوری، از محاصره حمص، عقب‌نشینی کردند.

### سپتامبر
در ۸ سپتامبر، حیدر عبادی، پس از انتخابات، به عنوان نخست‌وزیر عراق، انتخاب شد.